# Nebrioporus indicus
Nebrioporus indicus är en skalbaggsart som först beskrevs av Sharp 1882.  Nebrioporus indicus ingår i släktet Nebrioporus och familjen dykare. Inga underarter finns listade i Catalogue of Life.